# Clarkella nana
Clarkella nana är en måreväxtart som först beskrevs av Michael Pakenham Edgeworth, och fick sitt nu gällande namn av Joseph Dalton Hooker. Clarkella nana ingår i släktet Clarkella och familjen måreväxter. Inga underarter finns listade i Catalogue of Life.